# Euchaetes polingi
Euchaetes polingi là một loài bướm đêm thuộc phân họ Arctiinae, họ Erebidae.